# Time Machine
Time Machine  és un programari de backup distribuït amb el sistema operatiu Mac OS. Només està disponible en aquest sistema operatiu. Time Machine s'encarrega de realitzar backups incrementals dels arxius que es van modificant. A l'hora de la restauració permet a l'usuari des de recuperar tot el sistema fins a un arxiu en concret.
Permet guardar els backups en servidors connectats a la xarxa i en volums interns o externs com discs durs.
Time Machine realitza cada hora un backup de les últimes 24 hores, cada dia un backup del mes passat i cada setmana un backup de tot allò que té més d'un mes. Quan el volum on es guarden les còpies es queda sense espai, l'aplicació s'encarrega d'eliminar el backup setmanal més antic.